# フィーダー (バンド)
フィーダー(英: Feeder)は、イギリスのロックバンド。1994年ニューポートにて結成。

## メンバー
- グラント・ニコラス (Grant Nicholas 1967-)  ボーカル、ギター
- タカ・ヒロセ (広瀬 隆/Taka Hirose 1967-)  ベース

### 旧メンバー
- マーク・リチャードソン (Mark Richardson 1970-)  ドラム (4th-6th)
- ジョン・ヘンリー・リー (John Henry Lee 1968-2002)  ドラム (1st-3rd)

### サポートメンバー
- カール・ブラジル (Karl Brazil 1977-) ドラム (7th-)
- ディーン・ディヴァル (Dean Deavall) キーボード (2008-2023)
- トミー・グリーソン (Tommy Gleeson) ギター (2016-)
- ジェフ・ホルロイド (Geoff Holroyde) ドラム (2016-)

## 来歴

### 3人の出会いと結成(1992年-1996年)
南ウェールズ・ニューポート出身のグラント・ニコラスとジョン・ヘンリー・リーは20歳の時に出会う。2人は"Temper Temper"というバンドを結成し、その後
"Rain Dancer"と名前を変えて、ウェールズ人のメンバーと共に活動していた。その後のフィーダーの源流ともいえるバンドだったが、うまくいかずに挫折してしまう。その後、グラントはロンドンで働きながら新たな音楽性を模索し、ジョンもグラントを追いかけるようにロンドンへ出てくる。

そうした中、岐阜県穂積町出身の日本人で、中日新聞のロンドン支局で働く傍らグラフィックデザインを学んでいたタカ・ヒロセが、1994年に雑誌"Loot"に出したバンドメンバー募集の告知にグラントとジョンが反応したことで、新たなバンドである"Real"を結成するが、その名前をグラントが気に入らなかったことから"Feeder"（グラントが飼っていた金魚の名前から取ったという）と改称した。

結成直後から精力的にライブ活動を行い、同年にはイギリスの新興インディーズレーベル、Echo Recordsと契約する。1995年9月には最初のシングルとして、2曲から構成される自主制作EP『トゥー・カラーズ(Two Colours)』をリリースする。ライブ会場での手売りのみで、現在では非常にレアなアイテムとなっている。

デモテープも積極的に製作し、翌年の1996年6月には、6曲から構成されるミニアルバム『スイム(Swim)』がリリースされ、イギリスで本格的にデビューする。

### 『ポリシーン』(1997年-1998年)
1997年5月、初のフルアルバム『ポリシーン(Polythene)』がリリースされ、日本でもデビューする。グランジの影響を強く受けたヘヴィなサウンドを特徴としていたため、UKの音楽メディアには「スマッシング・パンプキンズに対するイギリスからの回答」と評されることが多かった。

同年10月にUKでリリースされたシングル「ハイ(High)」はスマッシュヒットとなり、『ポリシーン』に追加収録されることとなった。フィーダーの代表曲のひとつで、日本でもミニアルバムとしてリリースされている。この曲が収録された『ポリシーン』は、アメリカでもエレクトラ・レコードからリリースされている。1998年はほぼUK・USを周るツアーが中心となったが、このツアーはかなり過酷なものだったという。

### 『イエスタディ・ウェント・トゥー・スーン』(1999年-2000年)
1999年7月、前述したツアーの合間にレコーディングが行なわれ、2ndアルバム『イエスタディ・ウェント・トゥー・スーン(Yesterday Went Too Soon)』がリリースされる。シングルカット曲の中でも、ツアーでの経験からインスパイアされた曲だという「インソムニア(Insomnia)」と「イエスタディ・ウェント・トゥー・スーン」は、共にUKチャートで「ハイ」を上回るヒット曲となり、BBCの番組「トップ・オブ・ザ・ポップス」にも出演した。

そして、同年に開催されたフジ・ロック・フェスティバルに初出演し、これが初来日となった。それ以前からUKでライブバンドとしての地位を固めていたこともあって大成功を収め、タカにとっては凱旋帰国と言うべきものであった。2000年1月には初の単独来日公演が行なわれている。

### 『エコー・パーク』(2001年)
2001年4月にリリースされた3rdアルバム『エコー・パーク(Echo Park)』は、プロデューサーにピクシーズ、フー・ファイターズなどを手掛けたギル・ノートンを起用。先行シングル「バック・ロジャーズ(Buck Rogers)」「セヴン・デイズ・イン・ザ・サン(Seven Days In The Sun)」が立て続けにヒットし、アルバムも初登場5位を記録している。特に"Buck Rogers" "Seven Days In The Sun"の2曲と、「ジャスト・ア・デイ(Just A Day)」は、プレイステーション2のゲーム「グランツーリスモ3 A-spec」に使用されたことで爆発的ヒットとなる。"Just A Day"はシングルのB面曲として既にリリースされていたものの、あまりの反響の大きさからA面曲としてリリースされた。
11月には『エコー・パーク』のヒットにより、デビュー当初からフィーダーを取り上げていた雑誌「ケラング!」が主催する"2001 Kerrang! awards"で"Best British Live Act"を受賞した。

### ジョンの死と『コンフォート・イン・サウンド』(2002年-2004年)
2002年1月、ジョンがマイアミの自宅で自殺する。グラントは「メロディよりもジョンの不在が寂しい(We will miss you more than melody)」と語ったものの、バンド活動を継続することを表明。この決断にはジョンの家族からの説得もあったといわれる。
ジョンの自殺という大きな悲しみの中で製作され、10月にリリースされた4thアルバム「コンフォート・イン・サウンド(Comfort in Sound)」は、UKでは50万枚を売り上げ、フィーダー最高のヒット作となった。このアルバムからの楽曲「ファインド・ザ・カラー(Find The Colour)」が、2003年に日産・エルグランドのCM曲として使用され、日産自動車のCM曲を集めたコンピレーションアルバム「SHIFT-NISSAN CM TRACKS-」にも収録された。

この年には『コンフォート・イン・サウンド』のヒットが契機となり、"2003 Kerrang! awards"で"Best British Band"を受賞している。
また同年にはUKと日本でツアーを行い、2004年はほぼ新作のレコーディングに集中した。

### 『プッシング・ザ・センシズ』・『ザ・シングルズ』(2005年-2007年)
2005年2月、5thアルバム『プッシング・ザ・センシズ(Pushing The Senses)』をリリースする。このアルバムから、ジョン死去後にサポートのドラマーとして協力していたマーク・リチャードソンが正式メンバーとなった。
同年には3度目となるフジ・ロック・フェスティバルへ出演し、タカがNHKの番組「トップランナー」に出演した。
2006年5月にはこれまでを総括するとともに、新曲3曲を加えたベストアルバム『ザ・シングルズ(The Singles)』がリリースされ、2007年7月には、シングルB面曲を集めた裏ベストアルバムともいえる『ピクチャー・オブ・パーフェクト・ユース(Picture of Perfect Youth)』がリリースされた。

### 『サイレント・クライ』(2008年)
2008年3月、新曲「ミス・ユー(Miss You)」がフィーダー公式サイトで配信され、3ヵ月後の6月に、6thアルバムとなる『サイレント・クライ(Silent Cry)』がリリースされる。前作までプロデューサーを務めていたギル・ノートンの手を離れ、ほぼセルフプロデュースで製作された。7月には4度目となるフジ・ロック・フェスティバルに出演し、2009年2月には5度目となる来日公演が行なわれた。

### マークの脱退と『レネゲイズ』（2009年-2010年）
来日公演後の5月6日、公式サイトを通じて、マークが脱退することが発表される。マークの脱退後には、後任ドラマーであるカール・ブラジルと共にUKでのツアーを続行した。秋には結成時からの所属レーベルだったEcho Recordsの倒産により、自主レーベルであるBig Teeth Musicを立ち上げている。
2009年の暮れには、サイドプロジェクト"Renegades"名義で新曲を発表し、2010年に入ってからは小規模のライブツアーを積極的に行ないながら、EPを2枚リリースした。
そして、6月には『レネゲイズ（Renegedes）』のタイトルで7枚目のアルバムがリリースされている。 タイトルトラック「Renegades」はゲームSaints Row: The Thirdに使用されている。
2010年9月には6度目となる来日公演を行なった。代官山UNITでの最終公演はUstreamを使って生中継され、アンコールではLUNA SEAのメンバー・INORANが登場し、メンバーと共にニルヴァーナの曲「ブリード」をカバーしている。

### 『ジェネレイション・フリークショウ』（2011年-2012年）
2011年3月11日に発生した東日本大震災を受け、3月27日には新曲「サイド・バイ・サイド(Side By Side)」をiTunes Storeで配信した。シングルの売り上げは日本赤十字社を通し、義援金として寄付された。
2012年4月には、8枚目のスタジオ・アルバムとなる『ジェネレイション・フリークショウ(Generation Freakshow)』がリリースされた。日本盤ボーナストラックとして前述の"Side By Side"が収録されたほか、 メンバーと親交のある後藤正文(ASIAN KUNG-FU GENERATION)と細美武士(the HIATUS)が、それぞれ収録曲2曲をカバーしている。
7月には、ショウケースライブとして東京と仙台で来日公演を行った。

### 『オール・ブライト・エレクトリック』、『ザ・ベスト・オブ・フィーダー/アロー』、『タルーラ』、コロナ禍からの復帰へ（2015年-2021年）
2015年3月、グラントが「来年にはフィーダーの新しいレコードが出る」とインタビューで明らかにし、その言葉通り、2016年の6月に9枚目のアルバム『オール・ブライト・エレクトリック(All Bright Electric)』がリリースされた。このアルバムで、UKチャートにおいて久々のトップ10入りを果たした。同年の11月には、東京と大阪で来日公演を行った。
2017年9月に、9曲の新曲を収録したミニ・アルバム『アロー』を包括したベスト・アルバム、『ザ・ベスト・オブ・フィーダー/アロー(The Best of Feeder / Arrow)』をリリースした。ミニアルバム『スイム』の発売から21年の節目を迎えたこの年、新たにBelieve Musicと契約した。
2019年8月に、10枚目のアルバム『タルーラ(Tallulah)』がリリースされた。UKアルバムチャートで4位を獲得し、2005年の5thアルバム『プッシング・ザ・センシズ』以来、14年振りにトップ5入りを果たした。同年9月に、大阪、名古屋、東京で来日公演を行い、2020年4月からはUKでのツアーも予定されていたが、新型コロナウイルス感染症の影響により、延期を余儀なくされた。しかし、予定の10月を過ぎても感染拡大が収まらず、結局全てのライブが中止となった。しかし、バンドはポジティブな姿勢を崩さず、2021年中のライブ復帰を目指した。2021年7月に、ウェリングボローで行われたBug Jam Festivalにヘッドライナーとして出演し、徐々にライブ活動を再開している。

### 『トーピドゥー』（2022年-2023年）
2022年3月、11枚目のアルバムとなる最新作『トーピドゥー(Torpedo)』がリリースされた。UKアルバムチャートで5位を獲得し、前作『タルーラ』に続きトップ5入りを果たした。また、UKインディーズチャートでは、こちらも前作と同様に1位を獲得している。

### 『ブラック/レッド』（2023年-現在）
2023年10月11日、シングル『Playing With Fire』と『ELF』を2枚同時にリリースした。同月23日に、バンド初のダブルアルバム『ブラック/レッド』を2024年4月5日にリリースすることを発表した。
2025年4月、ELLEGARDENとのジョイントツアー『FEEDER × ELLEGARDEN Sonic Bridges Tour 2025』にて、5年ぶりとなる来日公演を行った（東京・名古屋・大阪）。

## ディスコグラフィ

### スタジオアルバム
- ポリシーン (Polythene)/1997年
- イエスタディ・ウェント・トゥー・スーン (Yesterday Went Too Soon)/1999年
- エコー・パーク (Echo Park)/2001年
- コンフォート・イン・サウンド (Comfort In Sound)/2002年
- プッシング・ザ・センシズ (Pushing The Senses)/2005年
- サイレント・クライ (Silent Cry)/2008年
- レネゲイズ (Renegades)/2010年
- ジェネレイション・フリークショウ (Generation Freakshow)/2012年
- オール・ブライト・エレクトリック (All Bright Electric)/2016年
- タルーラ (Tallulah)/2019年
- トーピドゥー (Torpedo)/2022年
- ブラック/レッド (Black/Red)/2024年

### その他
- トゥー・カラーズ(Two Colours)/1995年(デビューEP:日本未発売)

収められている2曲はその後再アレンジが施され、シングル"Cement"のB面に収録されたほか、日本でも『ポリシーン』のボーナストラック、日本編集盤『ハイ』に収録されている。
- スイム(Swim)/1996年(ミニアルバム)

2001年には、オリジナルの6曲に同時期にリリースされたシングルB面曲とPVを追加したものがUKで再発され、2006年には来日記念盤の形で日本でも発売された（PVは省略されている）。
- ピクチャー・オブ・パーフェクト・ユース(Picture of Perfect Youth)/2004年

2枚組みB面集。元々は公式サイトのみで2004年に限定販売されていた。
- ザ・シングルズ (The Singles)/2006年

初のベストアルバム。限定盤ではDVD付きでリリースされ、シングル曲のPVが収録されている。
- ザ・ベスト・オブ・フィーダー／アロー (The Best of Feeder / Arrow)/2017年

2枚組CD、3枚組CD、4枚組LPの3形態でリリースされ、デラックス・エディション（3CD、4LP）には9曲の新曲を収録したミニ・アルバム『アロー』が付属している。

### 日本編集盤
それぞれのスタジオアルバムと対になる日本編集盤がリリースされている。
- ハイ(High)/1997年

日本初EP。UK盤『ポリシーン』に収録された表題曲の他に、"Crash" のシングルバージョン、同時期のシングルB面曲5曲が収録されている。
- アナザー・イエスタデイ…(Another Yesterday...)/2000年

2000年来日記念盤。『イエスタデイ・ウェント・トゥー・スーン』のアルバム収録から漏れた曲をメンバー自らが選んでいる。アルバムのブックレットには、タカから日本のファンへ向けたメッセージカードが入っている。
- セヴン・デイズ・イン・ザ・サン(Seven Days In The Sun)/2001年

2001年来日記念盤。『エコー・パーク』の日本盤には収録されなかった"Satellite News"が収録されている。
- ベスト・デイズ・イン・ザ・サン(Best Days In The Sun)/2001年

『ポリシーン』から『エコー・パーク』までの代表曲を収録した編集盤。日本盤発売元だったポニーキャニオンのプロモーション用として作られたため、公式にはリリースされていない。
- ファインド・ザ・カラー(Find The Colour)/2003年

2003年来日記念盤。『ポリシーン』の収録曲"Suffocate"のシングルバージョンや、フランキー・ゴーズ・トゥ・ハリウッド、ポリスのカバー曲などが収録されている。
- フィール・イット・アゲイン(Feel It Again)/2005年

2005年来日記念盤。シングル "Feeling A Moment" のB面曲や、『ピクチャー・オブ・パーフェクト・ユース』からの収録曲で構成されている。
- セヴン・スリーパーズ(Seven Sleepers)/2009年

2009年来日記念盤。『サイレント・クライ』の発売後にギル・ノートンのプロデュースでレコーディングされた新曲2曲や、パブリック・イメージ・リミテッドのカバー曲などが収録されている。

## 来日公演
- 2000年1月

名古屋CLUB QUATTRO
心斎橋CLUB QUATTRO
新宿LOFT
- 2003年3月

名古屋CLUB QUATTRO
心斎橋CLUB QUATTRO
SHIBUYA-AX
- 2005年10月

名古屋CLUB QUATTRO
SHIBUYA-AX
心斎橋CLUB QUATTRO
- 2006年10月

SHIBUYA-AX
名古屋CLUB QUATTRO
大阪BIGCAT
広島CLUB QUATTRO
福岡DRUM Be-1
- 2009年2月

赤坂BLITZ・渋谷CLUB QUATTRO
名古屋CLUB QUATTRO
大阪BIGCAT
福岡DRUM Be-1
当初は2008年10月に予定されていたが、直前にグラントの喉の不調で公演が延期され、2009年2月に無事行なわれた。
- 2010年6月29日

代官山UNIT
- 2010年9月

福岡DRUM Be-1
大阪BIGCAT
名古屋CLUB QUATTRO
渋谷O-EAST
仙台JUNK BOX
代官山UNIT
- 2012年7月

渋谷CLUB QUATTRO
仙台JUNK BOX
2公演とも、細美武士がゲストとして登場している。
- 2012年10月

新木場STUDIO COAST
Zepp Nagoya
Zepp Namba
the HIATUSとのカップリング・ツアー。
- 2016年11月

梅田CLUB QUATTRO
渋谷TSUTAYA O-EAST
- 2019年9月

梅田CLUB QUATTRO
名古屋CLUB QUATTRO
渋谷CLUB QUATTRO
- 2025年4月

COMTEC PORTBASE
Zepp Osaka Bayside
東京ガーデンシアター
ELLEGARDENとのジョイントツアー。